# Campionati mondiali di nuoto in vasca corta 2010 - 400 metri misti maschili
Le qualifiche per la finale si sono svolte la mattina del 16 dicembre 2010, mentre la finale si è svolta la sera dello stesso giorno.

## Medaglie
| Posizione | Atleta           | Paese       |
| --------- | ---------------- | ----------- |
| Oro       | Ryan Lochte      | Stati Uniti |
| Argento   | Oussama Mellouli | Tunisia     |
| Bronzo    | Tyler Clary      | Stati Uniti |

## Record
Prima della manifestazione il record del mondo (RM) e il record dei campionati (RC) erano i seguenti:
| Record mondiale       | 3:57.27 | László Cseh Ungheria    | 11 dicembre 2009 Istanbul, Turchia |
| Record dei campionati | 4:02.49 | Ryan Lochte Stati Uniti | 6 aprile 2006 Shanghai, Cina       |

Durante la competizione sono stati migliorati i seguenti record:
| Data             | Evento      | Atleta      | Nazione     | Tempo   | Record                                  |
| ---------------- | ----------- | ----------- | ----------- | ------- | --------------------------------------- |
| 16 dicembre 2010 | 3ª batteria | Ryan Lochte | Stati Uniti | 4:01.76 | Record dei campionati                   |
| 16 dicembre 2010 | Finale      | Ryan Lochte | Stati Uniti | 3:55.50 | Record dei campionati · Record mondiale |

## Risultati batterie
| Pos. | Atleta                         | Nazionalità         | Tempo        | Batteria     | Corsia       | Note                  |
| ---- | ------------------------------ | ------------------- | ------------ | ------------ | ------------ | --------------------- |
| 1    | Ryan Lochte                    | Stati Uniti         | 4:01.76      | 3            | 4            | Record dei campionati |
| 2    | Oussama Mellouli               | Tunisia             | 4:02.27      | 3            | 5            |                       |
| 3    | Tyler Clary                    | Stati Uniti         | 4:03.02      | 4            | 5            |                       |
| 4    | Chad le Clos                   | Sudafrica           | 4:03.81      | 3            | 6            |                       |
| 5    | Dávid Verrasztó                | Ungheria            | 4:04.11      | 4            | 4            |                       |
| 6    | László Cseh                    | Ungheria            | 4:04.44      | 5            | 4            |                       |
| 7    | Gal Nevo                       | Israele             | 4:06.78      | 5            | 5            |                       |
| 8    | Aleksandr Tichonov             | Russia              | 4:06.96      | 4            | 2            |                       |
| 9    | Chengxiang Wang                | Cina                | 4:07.26      | 1            | 3            |                       |
| 10   | Lukasz Wojt                    | Polonia             | 4:08.05      | 5            | 3            |                       |
| 11   | Diogo Carvalho                 | Portogallo          | 4:08.08      | 3            | 3            |                       |
| 12   | Chaosheng Huang                | Cina                | 4:08.14      | 1            | 5            |                       |
| 13   | Federico Turrini               | Italia              | 4:09.04      | 4            | 3            |                       |
| 14   | Jayden Hadler                  | Australia           | 4:09.74      | 5            | 6            |                       |
| 15   | Ioannis Drymonakos             | Grecia              | 4:11.13      | 5            | 7            |                       |
| 16   | Henrique Rodrigues             | Brasile             | 4:11.47      | 5            | 2            |                       |
| 17   | Diogo Yabe                     | Brasile             | 4:12.91      | 4            | 7            |                       |
| 18   | Luca Marin                     | Italia              | 4:13.32      | 4            | 6            |                       |
| 19   | Raphael Stacchiotti            | Lussemburgo         | 4:13.85      | 3            | 7            |                       |
| 20   | Esteban Jose Enderica Salgado  | Ecuador             | 4:16.38      | 3            | 1            |                       |
| 21   | Aleksey Derlyugov              | Uzbekistan          | 4:16.62      | 2            | 5            |                       |
| 22   | Pedro Miguel Pinotes           | Angola              | 4:18.52      | 3            | 2            |                       |
| 23   | Esteban Paz                    | Argentina           | 4:23.69      | 5            | 8            |                       |
| 24   | Vasilii Danilov                | Kirghizistan        | 4:24.26      | 4            | 1            |                       |
| 25   | Saeed Malekae Ashtiani         | Iran                | 4:24.81      | 2            | 7            |                       |
| 26   | Kevin Kam Yin Chu              | Hong Kong           | 4:27.78      | 4            | 8            |                       |
| 27   | Dmitriy Shvetsov               | Uzbekistan          | 4:28.06      | 2            | 6            |                       |
| 28   | Morad Berrada                  | Marocco             | 4:28.74      | 3            | 8            |                       |
| 29   | Jean Luis Apolinar Gomez Nuñez | Rep. Dominicana     | 4:28.87      | 2            | 1            |                       |
| 30   | Thai Nguyen Vo                 | Vietnam             | 4:31.10      | 2            | 4            |                       |
| 31   | Edvin Angjeli                  | Albania             | 4:35.22      | 2            | 3            |                       |
| 32   | Obaid Aljasmi                  | Emirati Arabi Uniti | 4:36.89      | 2            | 8            |                       |
| 33   | Yousef Alaskari                | Kuwait              | 4:37.23      | 2            | 2            |                       |
| 34   | Jourdy Martis                  | Antille Olandesi    | 4:41.45      | 1            | 4            |                       |
|      | Taki M'Rabet                   | Tunisia             | squalificato | squalificato | squalificato | squalificato          |

## Finale
| Pos. | Atleta             | Nazionalità | Tempo   | Corsia | Note            |
| ---- | ------------------ | ----------- | ------- | ------ | --------------- |
|      | Ryan Lochte        | Stati Uniti | 3:55.50 | 4      | Record mondiale |
|      | Oussama Mellouli   | Tunisia     | 3:57.40 | 5      |                 |
|      | Tyler Clary        | Stati Uniti | 3:57.56 | 3      |                 |
| 4    | Dávid Verrasztó    | Ungheria    | 4:02.73 | 2      |                 |
| 5    | Chad le Clos       | Sudafrica   | 4:03.74 | 6      |                 |
| 6    | László Cseh        | Ungheria    | 4:04.93 | 7      |                 |
| 7    | Gal Nevo           | Israele     | 4:05.26 | 1      |                 |
| 8    | Aleksandr Tichonov | Russia      | 4:06.39 | 8      |                 |